# Smittina stigmatophora
Smittina stigmatophora är en mossdjursart som först beskrevs av Busk 1884.  Smittina stigmatophora ingår i släktet Smittina och familjen Smittinidae. Inga underarter finns listade i Catalogue of Life.